# Seschemetka
Seschemetka war eine altägyptische Königin der 1. Dynastie. Sie war wahrscheinlich eine Gemahlin des Königs Djer. Seschemetka ist von ihrem Grabstein bekannt, der sich in Abydos neben der Grabanlage des Djer in einer der zahlreichen Nebenbestattungen fand. Sie trug die Titel Die den Horus schaut, Weret-hetes und Die den Seth trägt.
Der Grabstein befindet sich heute im Oriental Institute in Chicago und hat die Inventarnummer 5863. Er ist 32 cm hoch und 19,5 cm breit.